# ピルニッツ宣言

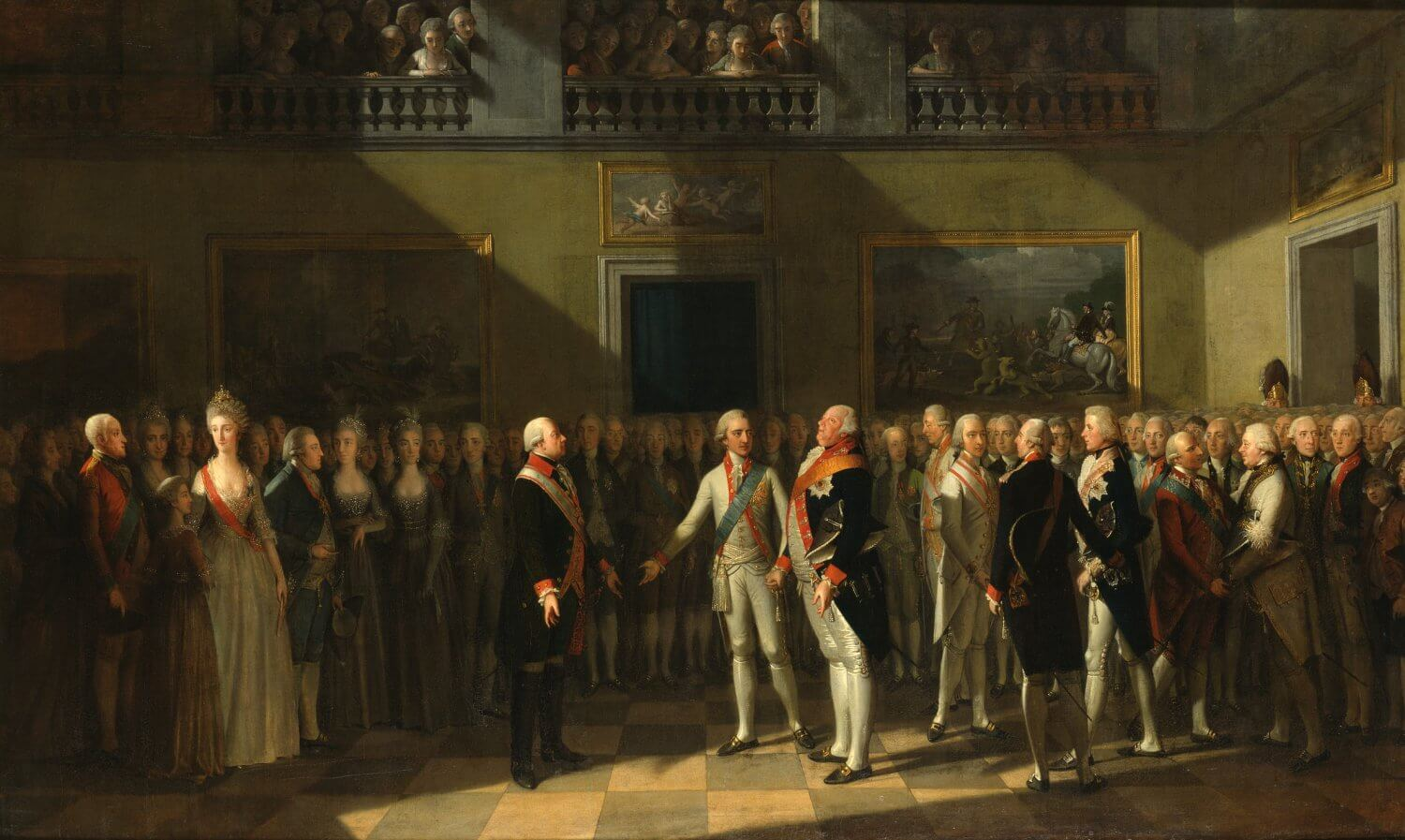
ピルニッツ城での三者会見（J.H.シュミット作）

ピルニッツ宣言（ピルニッツせんげん、仏: Déclaration de Pillnitz）は、1791年8月27日に神聖ローマ皇帝レオポルト2世とプロイセン国王フリードリヒ・ヴィルヘルム2世が共同で発した宣言。口先だけの外交辞令であったが、フランス王国の革命派と亡命貴族には最後通牒であると誤解されて逆効果となり、革命戦争への第一歩となった。

## 概要
ヴァレンヌ事件でのルイ16世の失敗を知った直後、オーストリア・ハプスブルク家のレオポルト2世は妹マリー・アントワネットと甥たち、すなわちフランス王室の身を案じて心を痛めた。そこで彼は1791年7月5日にパドヴァから回状を発して、ヨーロッパの君主国にブルボン家への援助を呼びかけたが、これにはイギリスはもちろん、ブルボン家の分家であったスペイン、および別の妹マリア・カロリーナの嫁ぎ先でもあったナポリ、ブルボン家の旧同盟国サルデーニャも協力を断った。ロシアのエカチェリーナ2世は反革命に協力的だったが、ちょうど卒中を起こして動けなかった。僅かに呼びかけに応じたのが、スウェーデン国王グスタフ3世とプロイセン国王フリードリヒ・ヴィルヘルム2世で、7月25日にオーストリアとプロイセンは軍事同盟を結んだ。

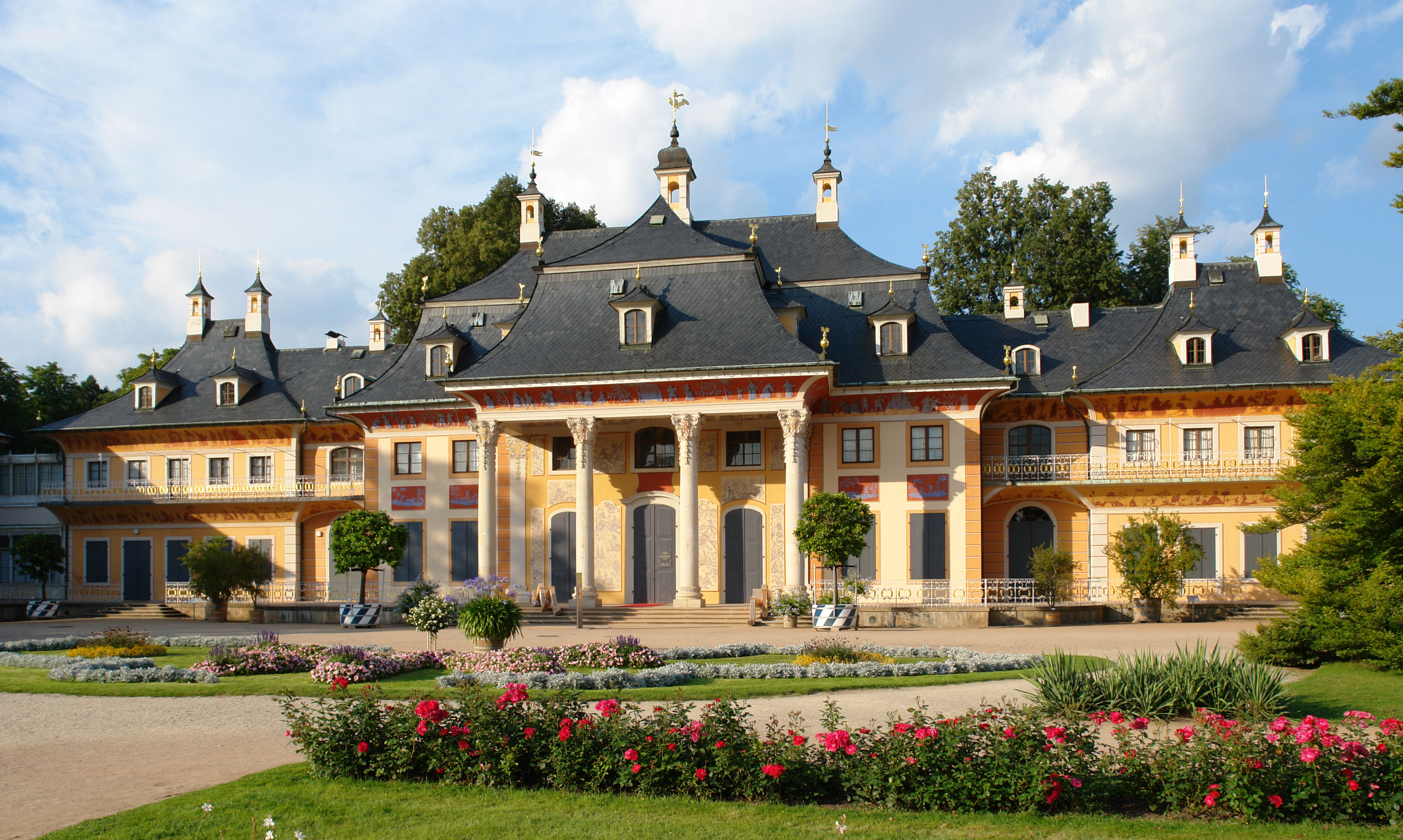
現在のピルニッツ城

8月4日、オーストリアがオスマン帝国と休戦条約を結んで後顧の憂いがなくなったので、コブレンツに集う亡命貴族たちはフランスへの即時侵攻を主張して、ウィーンにアルトワ伯（ルイ16世の弟、後の国王シャルル10世）とカロンヌを派遣した。しかし時間が経つと、レオポルト2世は冷静になって個人の心情で国家の大事を決めることは許されないことを悟り、侵攻に消極的になった。マリー・アントワネットからの手紙でルイ16世が憲法への宣誓という偽りの革命への協力をすると聞いて、直接的軍事行動よりもその方が好ましいと思うようになっていた。
8月24日からレオポルト2世とフリードリヒ・ヴィルヘルム2世は、ザクセン選帝侯フリードリヒ・アウグスト3世を交えて、ザクセンのピルニッツ城で会見したが、会談の主な内容はポーランド分割での両国の共同歩調であった。しかしアルトワ伯の熱心な働きかけを受け、外交的な圧力を宣言という形で出すことには同意し、8月27日にピルニッツ宣言と題した短い共同宣言が発せられた。宣言の文言では、「フランス国王の現状はヨーロッパ全主権者の共通する利害」にかかわる問題であって、フランス国王を「完全に自由な状態」にするために両国王は「必要な武力を用いて直ちに行動を起こす」と決心したというものになっている。
しかし宣言ではヨーロッパの主要国の君主が全員介入することをオーストリアとプロイセンの出兵の条件としており、『ブリタニカ百科事典』ではレオポルト2世が戦争を回避するために宣言の文言を調整し、亡命貴族をなだめるとともに革命派から譲歩を引き出そうとしていると判断した。
しかしこの宣言は亡命貴族を非常に喜ばせ、プロヴァンス伯（後の国王ルイ18世）が9月10日に憲法批准に反対する猛烈な抗議声明を発するなど勢いづき、「もし狂信的な悪業で陛下（ルイ16世のこと）に危害を加えるならば、外国列強の軍隊がパリを粉砕させるつもりであることをパリ市民は知るべきである」と脅迫を加えた。一方の革命派も9月に教皇領のアヴィニョンとコンタ・ヴァネサンを併合し、さらにジロンド派などから主戦派と称するグループが台頭して、外国と戦って国王の反革命を暴くと息巻くようになった。また愛国心の高揚はパリのサン・キュロットたちをさらに過激な活動へと駆り立てた。これを見たオーストリアとプロイセンは1792年2月に防衛同盟を締結した。
結局、ピルニッツ宣言はフランス革命がヨーロッパ全体を巻き込んだ戦争へと発展していくきっかけとなった。